# 阿塔纳吉尔德
阿塔纳吉尔德（约517年—567年12月）是西哥特王国的一位國王。551年，他起兵反抗阿吉拉一世，雙方在塞维利亚交戰，阿吉拉一世戰敗。 554年阿吉拉一世去世后，阿塔纳吉尔德成為西哥特王國實際上的統治者。阿塔纳吉尔德最終在托莱多因病去世。